# Iași
Iași er en by, administrativt center i Iași distrikt i Rumænien. Iași har 271.692(2021) indbyggere.
Iași var tidligere hovedstaden af fyrstendømmet Moldavien.